# Zegel van Montana

Zegel van Montana

Het zegel van Montana werd aangenomen in 1865, toen Montana nog een Amerikaans territorium was. Toen het gebied in 1889 een staat werd, besloot men hetzelfde zegel te gebruiken.
Op zegel staan een ploeg, een pikhouweel en een schop voor de Great Falls in de rivier de Missouri. Dit symboliseert de rijkdom aan grondstoffen en de landbouw. Onder in het zegel staat een lint met daarop het staatsmotto Oro y plata, Spaans voor "Goud en Zilver". In de rand staat de tekst The Great Seal of the State of Montana ("Het Grootzegel van de Staat Montana").
Het zegel is het centrale element in de vlag van Montana.